# Georg Philipp Harsdörffer

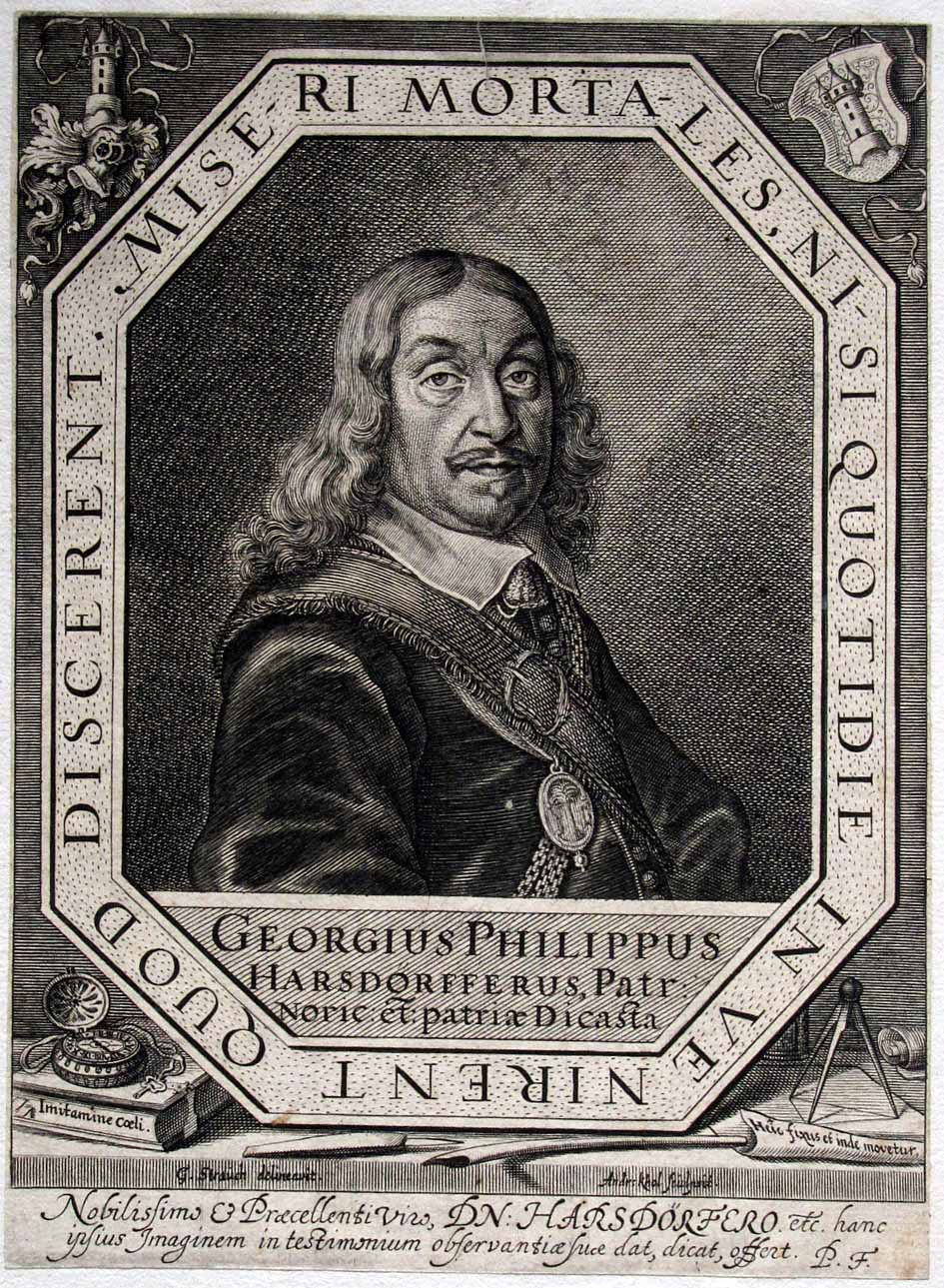
Georg Philipp Harsdörffer

Georg Philipp Harsdörffer (* 1. November 1607 in Fischbach, heute zu Nürnberg; † 17. September 1658 in Nürnberg) war ein deutscher Dichter des Barock sowie Begründer des Pegnesischen Blumenordens. Als Polyhistor verfasste er über 50 Bücher zu fast allen Wissensgebieten seiner Zeit, darunter zur Poetik, zum Kanzleiwesen, zur Tranchierkunst sowie zur Mathematik und Astronomie. Ferner war er auch Heraldiker.

## Leben
Georg Philipp Harsdörffer gehörte dem Nürnberger Patriziergeschlecht Harsdorf von Enderndorf an und war der Sohn von Philipp Harsdörffer und dessen Ehefrau Lucretia Scheurl. Ab 20. März 1623 war Harsdörffer an der Universität Altdorf eingeschrieben. Drei Jahre später wechselte er an die Juristische Fakultät nach Straßburg, wo er sich am 10. Juli 1626 immatrikulierte.
1627, ein Jahr später, begann er seine letztlich fünfjährige Cavalierstour (auch Grand Tour genannt), die ihn durch die Schweiz, Frankreich, Großbritannien, die Niederlande und Italien führte. Dabei verbrachte er 1630 ein Semester an der Universität Siena.
Nach seiner Rückkehr 1633 reihte sich Harsdörffer in das Gefolge des Nürnberger Gesandten Johann Jakob Tetzel ein. Am 9. Juni 1634 heiratete er Susanna Fürer von Haimendorf. In diesem Jahr avancierte Harsdörffer zum Assessor am Untergericht; drei Jahre später wurde er an das Stadtgericht versetzt. Ab 1655 sah man ihn als Mitglied des Inneren Rats. Neben den juristischen und politischen Aufgaben fand Harsdörffer aber noch ausreichend Zeit, um als Schriftsteller, Übersetzer und Wissenschaftler ein umfangreiches Werk zu schaffen.

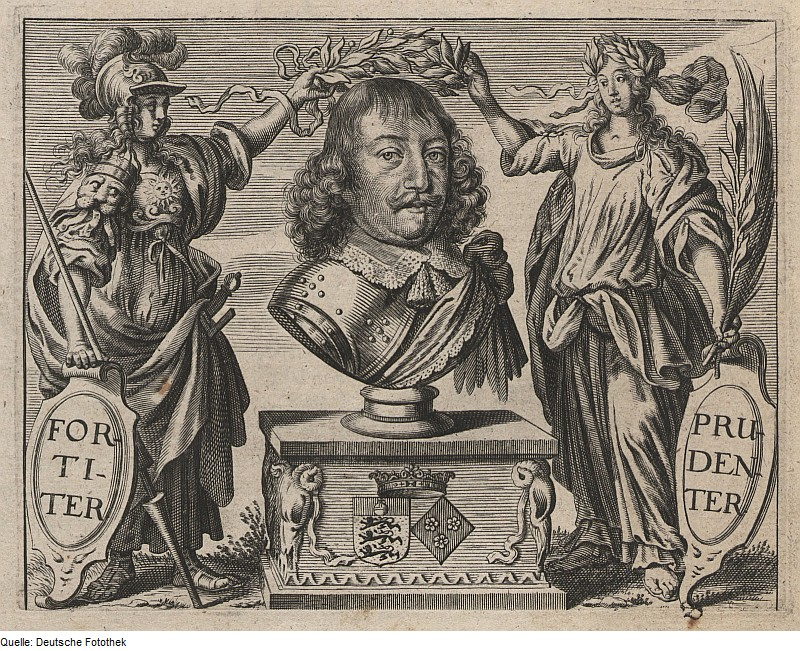
Harsdörffer als poeta laureatus

Im November 1641 wurde Harsdörffer von Fürst Ludwig I. von Anhalt-Köthen in die Fruchtbringende Gesellschaft aufgenommen. Er verlieh ihm den Gesellschaftsnamen der Spielende und wies ihm die Devise auf manche Art zu. Als Emblem trug Harsdörffer die kleinen bunten englischen oder welschen böhnlein (Phaseolus vulgaris L.). Im Köthener Gesellschaftsbuch findet sich Harsdörffers Eintrag unter der Nr. 368. Dort ist auch das Reimgesetz zu lesen, welches er zum Dank für seine Aufnahme dichtete:
Die Bunte Bönelein von farben mancher art
Ergetzen, in sich auch mit wollust gleichsam spielen:
Der name Spielend drumb mir nun gegeben ward,
Weil im gemüte man ergetzligkeit kan fülen,
Wan im gespreche wird gantz tugendlich gebahrt
Zu theilen mit was man begriffen hat in vielen
Und frembden Ländern wol: Das nutzt dem Vaterland’
Und bringet früchte Vor spielweis' in iedem stand’.

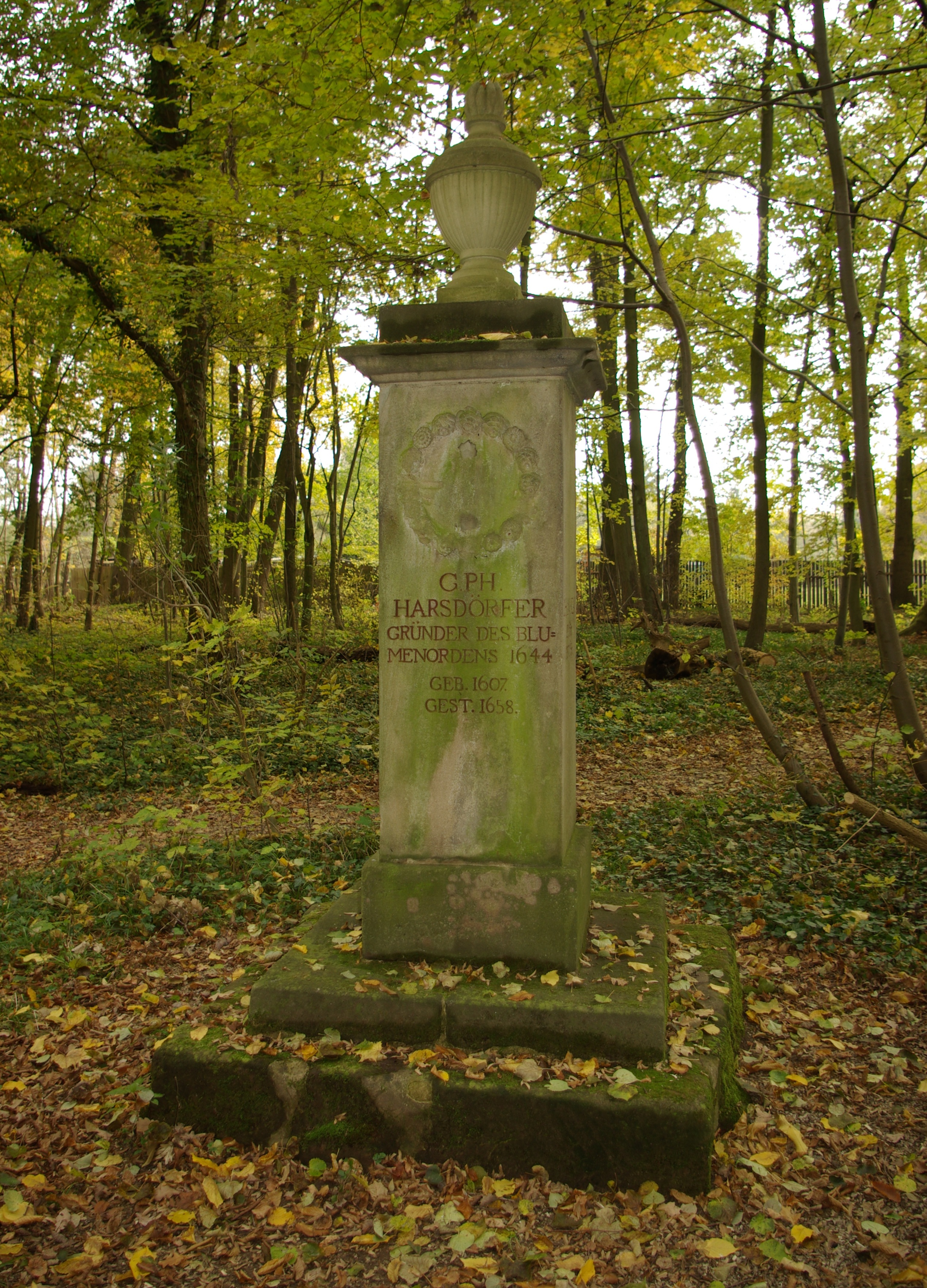
Gedenkstein für Georg Philipp Harsdörffer im Irrhain bei Nürnberg

Harsdörffer war ein enger Freund und Mitstreiter des Nürnberger Hauptpastors Johann Michael Dilherr. Zusammen mit Johann Klaj gründete Harsdörffer 1644 den Pegnesischen Blumenorden, dessen literarische Aktivitäten um 1649, zur Zeit des Nürnberger Friedensexekutionskongress, an ihren Höhepunkt gelangten. Sein Nachfolger als Ordenspräsident wurde im Jahr 1662 Sigmund von Birken. Erst unter ihm als dem „Oberhirten“ wurde der Blumenorden zu einem der großen Dichtervereine der Barockzeit. Unter dem Namen der Kunstspielende war Harsdörffer auch Mitglied der in Hamburg gegründeten Deutschgesinnten Genossenschaft. Diese Vereinigung hatte sich u. a. zum Ziel gesetzt, die deutsche Sprache zur Geltung zu bringen und die Verwendung von Fremdwörtern zu vermeiden.
Harsdörffers Gesprächspiele (1641–1649) waren eines der erfolgreichsten Werke der deutschen Literatur des 17. Jahrhunderts. Sein Poetischer Trichter (1647–1653) gehört zu den umfassendsten Poetiken des Barock. Daneben entwickelten sich seine beiden sog. Schauplätze, der Grosse SchauPlatz Lust- und Lehrreicher Geschichte (1648–1651) und der Grosse SchauPlatz Jämerlicher Mordgeschichte (1649–1650), zu vielnachgeahmten Bestsellern. Zur geistlichen Dichtung trug Harsdörffer besonders mit den Hertzbeweglichen Sonntagsandachten (1649–1652) bei. Zeittypisch ist seine Dichtung von Vanitas-Motiven durchsetzt und weist Elemente auch der spätmittelalterlichen Frömmigkeit, vor allem der Mystik, auf.
Harsdörffer schrieb den Text zur ersten erhaltenen deutschsprachigen Oper, der von Sigmund Theophil Staden vertont wurde: Das geistliche Waldgedicht oder Freudenspiel, genannt Seelewig (1644). Auch wenn diese Pastorale zu strophisch wirkt für eine Oper, verdient sie Erwähnung als interessante Nachahmung des oberitalienischen Opernstils.

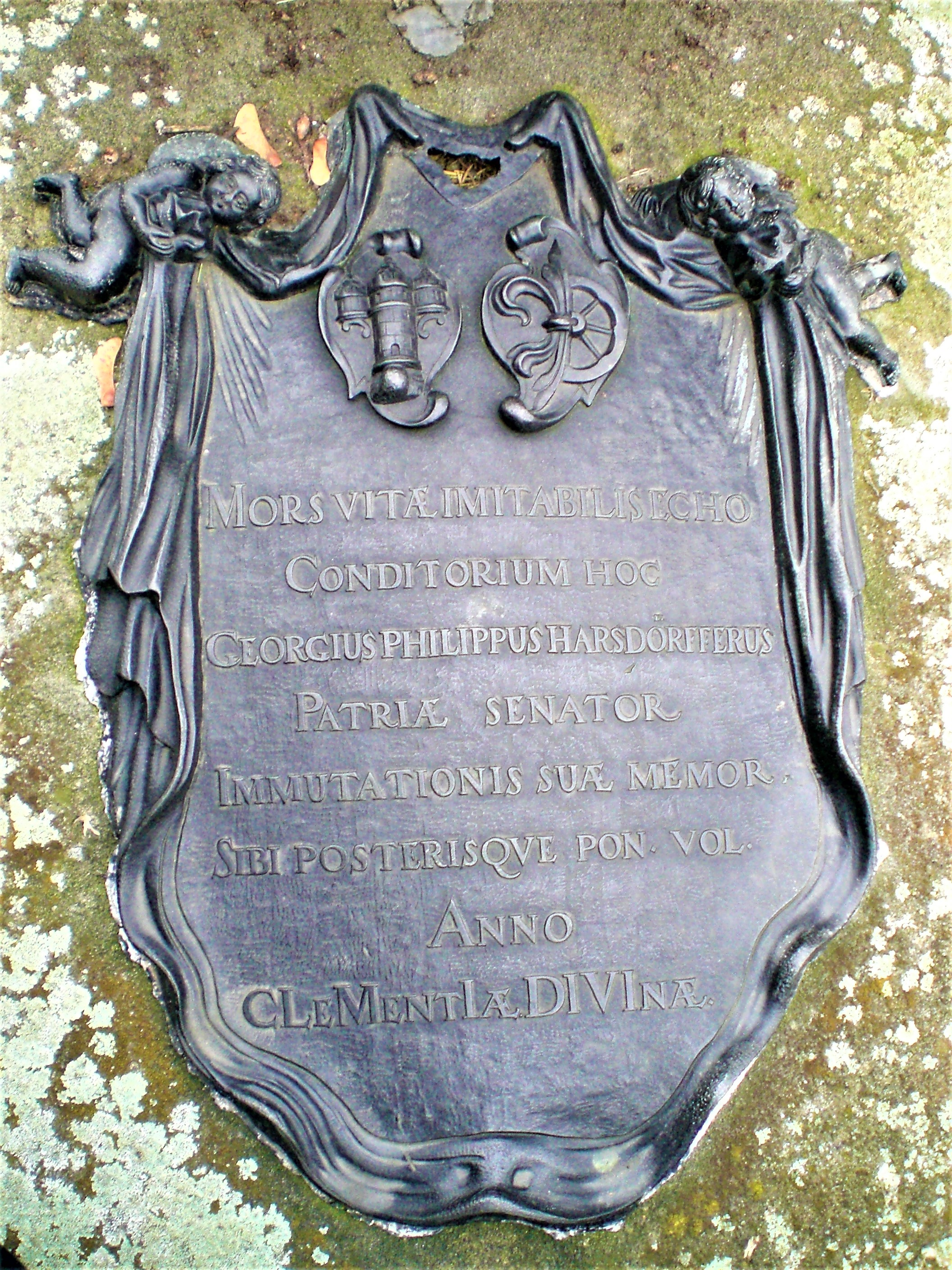
Inschrift auf dem Grab von Georg Philipp Harsdörffer

Im Alter von 50 Jahren starb Georg Philipp Harsdörffer am 17. September 1658 in Nürnberg und wurde auf dem dortigen Johannisfriedhof beigesetzt.
Von Harsdörffer stammt das bekannte Abendlied:
1. Der Tag ist nun vergangen / Mit seiner Sorgenlast,
Die Nacht hat angefangen / Und aller Arbeit Rast.
Das Liecht hat abgenommen / Mit unsrer Lebenszeit;
Wir sind nun näher kommen / Der grauen Ewigkeit.
2. Wie wir zu Bette ligen, / So ligen wir im Grab:
Wie soll uns denn vergnügen / Der Welt verlornes Haab?
Indem wir schlaffen gehen, / Wird uns der Tod gemein:
Kein Mensch kan lang bestehen / Es muß gestorben seyn.
3. Wie wir die Kleider lassen, / Bevor wir schlaffen ein,
So bleibt uns gleicher massen / Nichts als der Leichenstein.
Ein Leilach mich bedecket / Hier und im Todengrab,
Bis mich die Sonn erwecket / Und Christi Richterstab. […] (7 Strophen)

## Seine Sprache
Der Nürnberger Lutheraner Harsdörffer beteiligte sich an der Sprach- und Dichtungsreform, wie sie von Martin Opitz angestoßen und u. a. von der Fruchtbringenden Gesellschaft fortgeführt wurde. In seiner Aufzählung von 41 empfehlenswerten Autoren seiner Zeit findet sich bezeichnenderweise kein einziger Katholik. Dennoch konnte er sich selbst mit der in Meißen und Schlesien gepflegten mitteldeutschen Schriftsprache nicht anfreunden und benutzte für seine deutschsprachigen Werke die sonst auch als katholisches Jesuitendeutsch gescholtene Oberdeutsche Schreibsprache. In der Vorrede zu dem dritten Teil seines bekanntesten Werkes Poetischer Trichter meint er 1653 dazu:
Welche ausrede und also nachgehends welche Schreibart die reinste und richtigste seye / wollen wir nicht entscheiden / sondern lassen es die Meisner und Schlesier ausfechten; bleiben inzwischen bey dem / was in dem Anhang deß ersten Theils des Poetischen Trichters vermeldet worden [...]. Besagtes alles dienet zu behaubten:
I. Daß unsre Sprache wie sie heut zu Tage in Ober-Teutschland gebräuchlich ist / sonder Mißahnung deß Altteutschen gantz abgekommen ungebräuchlichen / oder selbst erdichten neuen Wörter zu lieben und zu üben.
II. Daß ein jeder / der mit Verstand nach seiner Mundart schreibet / dolmetschet oder dichtet / genugsamen Fleiß erweisen und gebührendes Lob erlangen könne.
III. Daß man wegen der unverglichnen Schreib-Art kein gutes Buch verwerffen oder verachten / und mehr auf den Jnhalt / als die Verabfassung sehen sol."

## Erfolgreiche Eindeutschungen
Harsdörffer erfand für zahlreiche Fremdwörter Eindeutschungen, von denen viele Eingang in die deutsche Sprache gefunden haben wie Aufzug (für das Fremdwort Akt), beobachten (observieren), Briefwechsel (Korrespondenz), Prismenfernglas (Teleskop) und Zweikampf (Duell).

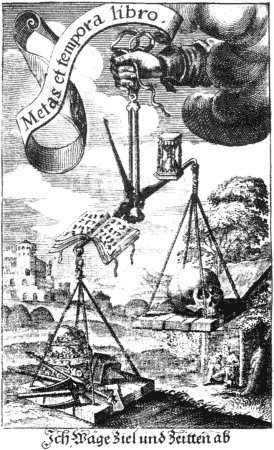
Emblem im Buch Icones mortis

## Beiträge zu den Wissenschaften
Harsdörffer veröffentlichte 1651 in Nürnberg ein Buch zur Unterhaltungsmathematik, das auf einem postum von dessen Erben herausgegebenen Buch von Daniel Schwenter beruht (Deliciae mathematicae et physicae oder Mathematische und Philosophische Erquickstunden). Es enthält auch Nachrichten über verschiedene Erfindungen und Maschinen. Zum Beispiel wird hier das Tauchboot von Cornelis Jacobszoon Drebbel erwähnt (das auch Marin Mersenne 1644 in seinen Cogitata Physico-mathematica beschrieb), ein scheinbar selbstfahrender Wagen des Zirkelschmieds Hans (Johannes) Hautsch in Nürnberg, eine Eimerkette für Erdarbeiten, Spieluhren und die Verwendung ähnlicher Walzenradsteuerungen für Webstühle, einen Schaufelradantrieb für Schiffe durch einen Ritter auf Malta und eine Baggermaschine für Häfen, die Harsdörffer in Genua sah. Er beschreibt auch ein Brunnenbohrgerät aus Amsterdam, ähnlich wie Mersenne.

## Ehrung
Seit 1963 trägt der Harsdörferweg in Berlin-Kladow seinen Namen.

## Werke (Auswahl)
- Frauenzimmer Gesprächspiele. Hrsg. von Irmgard Böttcher. 8 Bde. Niemeyer, Tübingen 1968–69 (Ndr. d. Ausg. Nürnberg 1644–57).
- Pegnesisches Schäfergedicht. Hrsg. von Klaus Garber. Niemeyer, Tübingen 1966 (Ndr. d. Ausg. Nürnberg 1644).
- Das geistlich Waldgedicht oder Freudenspiel, genant Seelewig. Musik: Sigmund Theophil Staden. UA Nürnberg 1644.
- Poetischer Trichter. Die Teutsche Dicht- und Reimkunst/ ohne Behuf der Lateinischen Sprache/ in VI Stunden einzugiessen. Samt einem Anhang Von der Rechtschreibung / und Schriftscheidung/ oder Distinction. Durch ein Mitglied der Hochlöblichen Fruchtbringenden Gesellschaft. Erste Auflage: 1647. Zum zweiten Mal aufgelegt und an vielen Orten vermehret. Nürnberg/ Gedruckt bey Wolfgang Endter, Nürnberg 1648–1653 [Bibliothek des Germanischen Nationalmuseums, Sign. 80 01 164/1, Slg. N 943]
  - Erster Theil (2. Auflage, 1650) Digitalisat und Volltext im Deutschen Textarchiv
  - Zweyter Theil (1. Auflage, 1648) Digitalisat und Volltext im Deutschen Textarchiv
  - Dritter Theil (1. Auflage, 1653) Digitalisat und Volltext im Deutschen Textarchiv
- Der grosse Schauplatz lust- und lehrreicher Geschichte. Olms, Hildesheim 1978 (Ndr. der Ausg. Hamburg 1664).
- Der grosse Schau-Platz jämmerlicher Mord-Geschichte. Olms, Hildesheim 1975 (Ndr. d. Ausg. Hamburg 1656).
- (mit Johann Vogel) Icones mortis: Vorbildungen des Todes. Hrsg. von Gerhard Dünnhaupt. Hiersemann, Stuttgart 1998 (Ndr. d. Ausg. Nürnberg 1648)
- Hertzbewegliche Sonntagsandachten. Hrsg. von Stefan Keppler. Olms, Hildesheim 2007 (Ndr. d. Ausg. Nürnberg 1649–51).
- Mathematische und philosophische Erquickstunden. Hrsg. von Jörg Jochen Berns. Keip, Frankfurt am Main 1990/91 (Ndr. d. Ausg. Nürnberg 1636–51).
- Ars Apophthegmatica. Hrsg. von Georg Braungart. 2 Bde. Keip, Frankfurt am Main 1990 (Ndr. d. Ausg. Nürnberg 1655–56).
- Einleitung zum Siebmacher'schen Wappenbuch, 1655 von Paul Fürst herausgegeben
- Vollständiges und von neuem vermehrtes Trincir-Buch. Nürnberg 1657. (Online-Ausgabe der Sächsischen Landesbibliothek – Staats- und Universitätsbibliothek Dresden)